# Pusionella nifat
Pusionella nifat (ursprüngliche Kombination: Buccinum nifat) ist der Name einer Schnecke aus der Familie der Keulenschnecken (Gattung Pusionella), die im östlichen Atlantischen Ozean verbreitet ist.

## Merkmale
Das Schneckenhaus von Pusionella nifat erreicht bei ausgewachsenen Schnecken eine Länge von etwa 3 bis 5 cm. Die Umgänge sind für gewöhnlich oben eng geschultert. Die Schale ist weißlich unter einem dünnen, leicht olivenfarbigen, dünnen Periostracum whitish mit mehreren umlaufenden Reihen quadratischer, kastanienbrauner Flecken. Die Basis ist zusammengeschnürt und hat wenige, wie eingeritzte Streifen. Diese Art unterscheidet sich von Pusionella vulpina durch ihre mittiges weißes Band.

## Verbreitung und Lebensraum
Pusionella nifat ist im östlichen Atlantischen Ozean an der Küste Westafrikas, vor Gabun, Kamerun und Angola, aber auch im Mittelmeer an der algerischen Küste verbreitet.

## Entwicklungszyklus
Wie alle Keulenschnecken ist Pusionella nifat getrenntgeschlechtlich. Die Veliger-Larven schwimmen frei, bevor sie niedersinken und zu kriechenden Schnecken metamorphosieren.

## Ernährung
Untersuchungen zur Ernährung von Pusionella nifat gibt es bisher nicht. Andere Keulenschnecken fressen Vielborster (Polychaeta), die sie mit ihren Radulazähnen stehen und vergiften.